# Сегелерит
Сегелерит — складний фосфатний мінерал з формулою CaMgFe3+OH(PO4)2·H2O. Він зустрічається в пегматитах і утворює яскраві зелені або шартрезові кристали. Сегелерит був відкритий у 1974 році в Блек-Хіллс Південної Дакоти мінералогом-любителем з Нью-Йорка Куртом Г. Сегелером (1901—1989), на честь якого і названий.
Сегелерит тісно пов'язаний з оверитом, який є практично тим же мінералом, за винятком того, що залізо замінено алюмінієм. Іншим мінералом з того ж ряду є йонаїт, у якому залізо також замінено, в цьому випадку — на скандій.